# Perdizes
Perdizes é um município brasileiro do estado de Minas Gerais. Situado no Triângulo Mineiro, possui 2 451,112 km² de área territorial e uma população de 17 151 habitantes, de acordo com o censo de 2022.

## História
O município, até então distrito de Araxá, foi criado pela lei estadual nº 148 de 17/12/1938.

## Organização político-administrativa
Perdizes é sede da 291ª Zona Eleitoral (14.070 eleitores), com jurisdição sobre o município sede e sobre o município de Pedrinópolis.

## Economia
O produto interno bruto per capita em 2020 foi de R$ 78.049,11.

## Educação
O município possui 16 instituições de ensino, sendo 8 escolas de ensino fundamental (4 municipais e 4 estaduais), 3 instituições de ensino médio e 5 instituições de pré-escola. Dados do INEP demonstram que o município, com nota 6,7 (IDEB/2011 4ª série) já alcançou a meta estabelecida pelo Governo Federal para 2021.

## Pontos e eventos turísticos
A Igreja de Nossa Senhora da Cabeça, o Lago da Hidroelétrica de Nova Ponte, a Estação Ambiental do Galheiro e o Museu Arqueológico Professora Marcia Angelina Alves são os principais atrativos turísticos da cidade, que faz parte do circuito turístico da Canastra.